# Paphiopedilum fowliei
Espèce
Paphiopedilum fowliei est une espèce d'orchidées du genre Paphiopedilum originaire des Philippines.